# Чакерман, Бретт
Бретт Чакерман (англ. Brett Chukerman; род. 1981) — американский актёр и телеведущий.

## Биография
Бретт Чакерман родился 1 августа 1981 года в Чикаго.
В 2000 году снялся в главной роли в короткометражном фильме «Влюблённость» (англ. Crush), которая потом вошла в сборник короткометражек «Мальчики становятся мужчинами». В 2006 году снялся в продолжении фильма «Угрызения» — «Угрызения 2: В(л)ажные моменты», где сыграл Марка, заменив Райана Карнса, игравшего в первом фильме. Также в 2006 году снялся в фильме «Любопытный Шанс» в роли парня-соседа, в которого влюбляется главный герой.
В качестве ведущего вёл различные телешоу (англ. «Fashion in Television», англ. «Battlestar Galactica Auction»). В 2010 году был соведущим на 44-й церемонии CMA Awards. Также является лицом торговой марки.

## Фильмография
- 1999 — Факультет / Undressed — Скотт
- 2000 — Dead 7 (видео) — Харли
- 2001 — Мальчики становятся мужчинами (сборник короткометражек) / Boys to Men — Робби
- 2001 — Возврат к невиновности / Return to Innocence — Кёртис Слоун
- 2002 — Могучие Рейнджеры. Дикий мир (телесериал) / Power Rangers Wild Force — Коллин — 1 эпизод (Three's a Crowd)
- 2006 — So noTORIous (телесериал) — парень в спортзале — 1 эпизод (Relaxed)
- 2006 — Угрызения 2: В(л)ажные моменты / Eating Out 2: Sloppy Seconds — Марк
- 2006 — Любопытный Шанс / The Curiosity of Chance — Леви Спаркс
- 2008 — Университет (телесериал) / Greek — диктор — 1 эпизод (Brothers & Sisters)
- 2008 — Каменный дождь (телефильм) / Fall of Hyperion — Бэе Фримэн
- 2009 — Зло Бонге 2: Король Бонг / Evil Bong II: King Bong — Элистэр